# Pireneje Atlantyckie

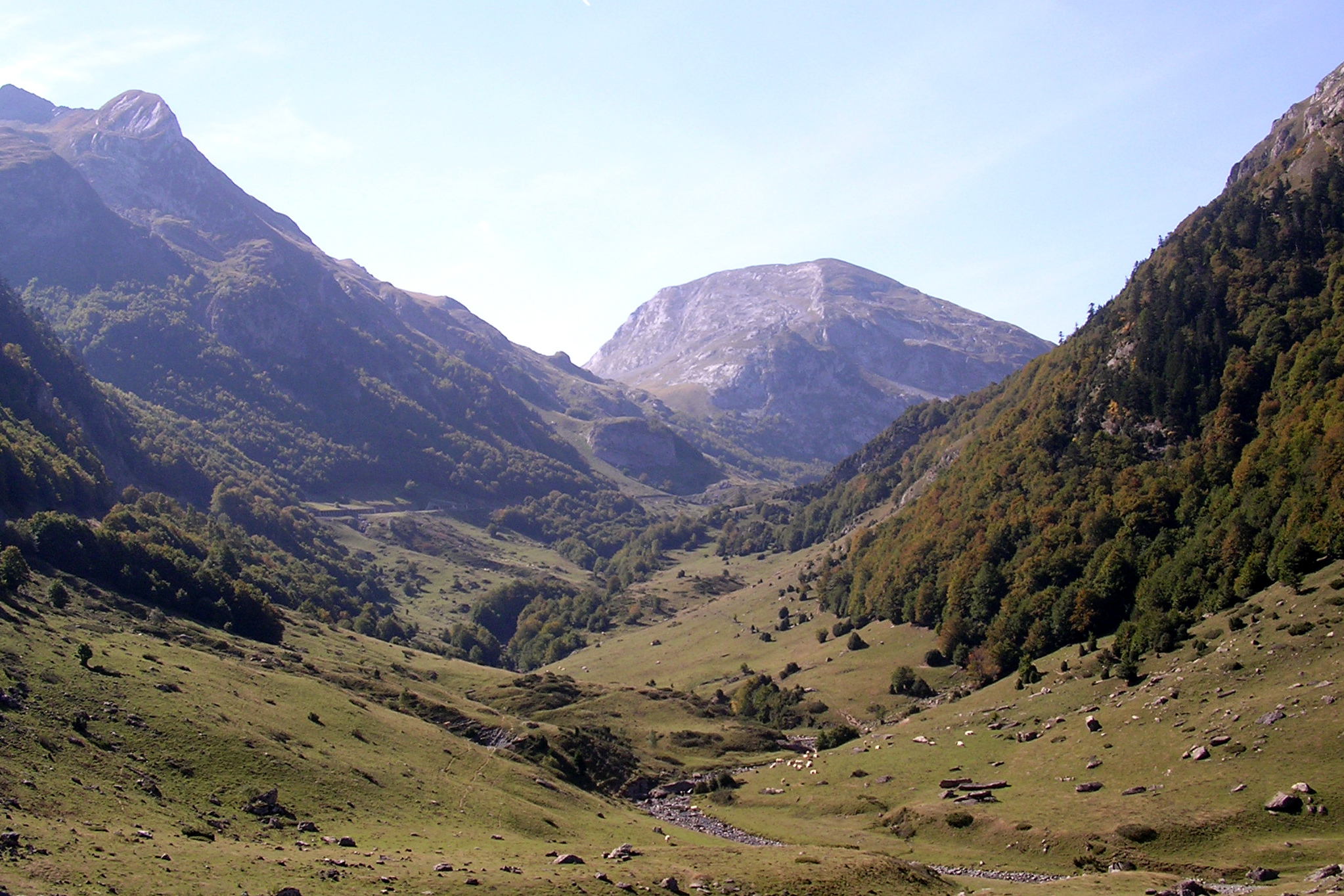
Dolina Ossau w Pirenejach

Pireneje Atlantyckie (fr. Pyrénées-Atlantiques, wymowaⓘ pirene(z)atlɑ̃ˈtik; gask. Pirenèus-Atlantics, bask. Pirinio-Atlantiarrak lub Pirinio-Atlantikoak) – francuski departament, położony w regionie Nowa Akwitania. Utworzony został podczas rewolucji francuskiej 4 marca 1790. Departament oznaczony jest liczbą 64.
Według danych na rok 1999 liczba zamieszkującej departament ludności wynosi 600 018 os. (78 os./km²); powierzchnia departamentu to 7645 km². Ośrodkiem administracyjnym (prefekturą) i największym miastem departamentu jest Pau.
W 2023 roku w skład departamentu wchodziło 546 gmin (lista).

## Miejscowości
Największe miejscowości departamentu (w nawiasach liczba ludności w 2021 roku):

- Pau (77 066)
- Bajonna (Bayonne, 52 749)
- Anglet (41 153)
- Biarritz (25 764)
- Hendaye (17 796)
- Saint-Jean-de-Luz (14 601)
- Lons (13 915)
- Billère (13 866)
- Orthez (10 684)
- Oloron-Sainte-Marie (10 616)
- Urrugne (10 543)
- Lescar (9524)
- Boucau (8809)
- Hasparren (7577)
- Ustaritz (7476)
- Bidart (7449)
- Saint-Pée-sur-Nivelle (7170)
- Jurançon (7064)
- Cambo-les-Bains (6669)
- Ciboure (6033)
- Mourenx (5846)
- Saint-Pierre-d’Irube (5822)
- Gan (5622)
- Mouguerre (5291)
- Idron (4913)
- Bizanos (4548)
- Salies-de-Béarn (4545)
- Ascain (4464)
- Monein (4426)
- Serres-Castet (4376)
- Morlaàs (4360)